# Сюгэ тойон
Сюгэ́ тойо́н (в переводе с якутского «господин топор»; другие имена Аан Дьаасын, Дьаа Буурай, Орой Бурай, Буурай Дохсун, Уордаах Дьасыбыл, Сюнг Дьаасын, Сюрдээх Кэлтээх Сюгэ Буурай Тойон) — бог грома в  якутской мифологии. Относится к разряду айыы. Иногда называют под третьим именем в триаде верховного творца. В первой половине XVIII века один из немногих высших божеств, который почитался всеми родоплеменными объединениями якутов.
Предположительно, Сюгэ тойон первоначально почитался как дух-хозяин грома, но впоследствии стал почитаться как божество, преследующее злых духов абасы. Согласно легендам, гром является стуком копыт его коня, молния — его топор, которым он поражает нечистые силы, преследуемые им на небе и земле. Кроме того, покровительствует скоту, посылает людям детей, телят, жеребят.
Согласно представлениям якутов, под деревом, поражённым молнией, можно найти камень-амулет («топор грома»), дарующий счастье. В целом в жизни якутов этот бог не играл никакой роли. Единственный пережиток почитания Сюгэ тойона — использование лучинок из разбитого молнией дерева в обряде арчы.
Имеет много эпитетов, среди которых «грозный распорядитель», «резвый удалец» и т.д.